# Сферичний рух
Сфери́чний рух (англ. spherical motion) або оберта́ння навко́ло нерухо́мої то́чки — рух твердого тіла, при якому якась одна його точка залишається нерухомою, а всі інші точки рухаються по поверхнях сфер, що мають центр у цій точці.

## Кінематика сферичного руху

### Ейлерові кути

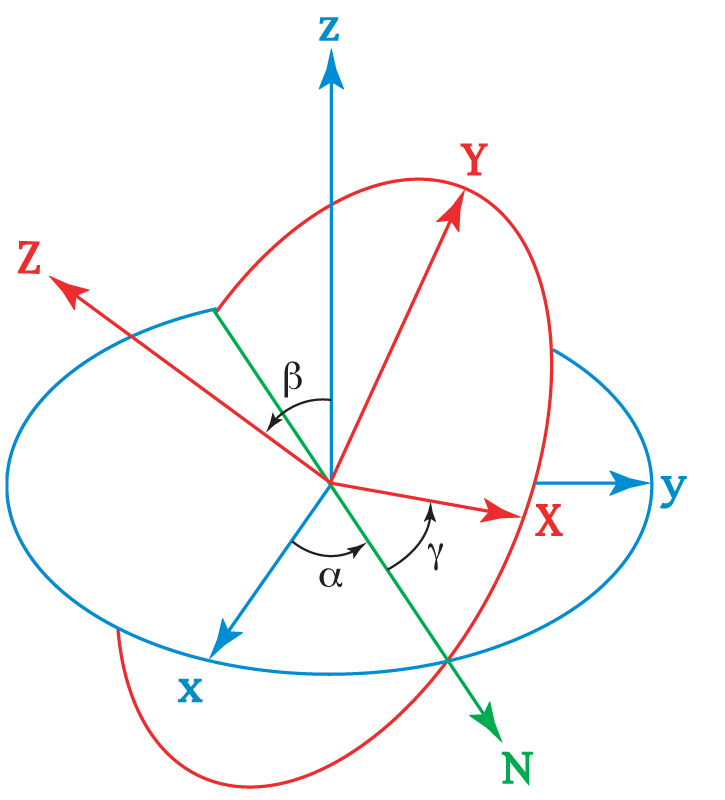
Ейлерові кути

При сферичному русі тверде тіло має три ступені вільності. Три параметри, які б визначали положення такого тіла відносно нерухомої декартової системи координат з осями початкової системи відліку x, y, z та осями системи, що обертається X, Y, Z (див. рис), можуть бути обрані різними способами. У теоретичній механіці положення тіла з однією нерухомою точкою, зазвичай, визначають за допомогою кутів Ейлера, які вводяться наступним способом:
- Кут прецесії α (або {\displaystyle \varphi }) це кут між віссю x і лінією вузлів N.
- Кут нутації β (або {\displaystyle \theta }) це кут між віссю z і віссю Z.
- Кут власного обертання γ (або {\displaystyle \psi }) це кут між віссю N і віссю X.

Лінія вузлів (N) є перетином координатних площин xy та XY.
В цьому визначенні мається на увазі, що:
- α задає кут обертання довкола осі z,
- β задає кут обертання довкола осі N,
- γ задає кут обертання довкола осі Z.

Якщо β є нульовим, тоді обертання довкола осі N не відбувалося. Як наслідок, Z збігається із z, α і γ задають поворот довкола однієї і тієї ж осі (z), і результуюче положення можна отримати лише за допомогою повороту довкола осі z, на значення кута, яке дорівнює α+γ.
Замість позначень α, β, γ можуть мати місце також φ, θ, ψ.
Кут прецесії і кут власного обертання змінюється в межах від нуля до 2π;. Кут нутації — від нуля до π.

### Положення точки при сферичному русі
Відлік усіх кутів (α, β, γ) від осей x, z і N ведеться проти годинникової стрілки. Отже рівності:
{\displaystyle \alpha =\alpha (t),\beta =\beta (t),\gamma =\gamma (t)}
задають рівняння руху тіла при обертанні навколо нерухомої точки.

### Швидкість при сферичному русі
Швидкість будь-якої точки з координатами в рухомій системі відліку X, Y, Z тіла, що здійснює сферичний рух може бути визначена за формулою у вигляді векторного добутку:
{\displaystyle {\vec {v}}={\vec {\omega }}\times {\vec {r}}={\begin{vmatrix}{\vec {i}}&{\vec {j}}&{\vec {k}}\\\omega _{X}&\omega _{Y}&\omega _{Z}\\X&Y&Z\end{vmatrix}},}
де {\displaystyle {\vec {i}},{\vec {j}},{\vec {k}}} — одиничні вектори рухомої системи координат;
{\displaystyle \omega _{X},\omega _{Y},\omega _{Z}} — проєкції вектора кутової швидкості на рухомі координати.
Кутова швидкість у проєкціях на рухомі координати виражена через кути Ейлера (кінематичні рівняння Ейлера):
{\displaystyle {\begin{cases}\omega _{X}={\dot {\beta }}\cos \alpha +{\dot {\gamma }}\sin \beta \sin \alpha ;\\\omega _{Y}={\dot {\gamma }}\sin \beta \cos \alpha -{\dot {\beta }}\sin \alpha ;\\\omega _{Z}={\dot {\alpha }}+{\dot {\gamma }}\cos \beta \end{cases}}}
Геометричне місце точок, швидкість яких дорівнює нулю, визначається з рівняння
{\displaystyle {\vec {\omega }}\times {\vec {r}}=0,}
яке являє собою умову колінеарності векторів {\displaystyle {\vec {\omega }}} і {\displaystyle {\vec {r}}}. Це векторне рівняння у системі координат XYZ, пов'язаній з тілом, можна записати у вигляді
{\displaystyle {\frac {X}{\omega _{X}}}={\frac {Y}{\omega _{Y}}}={\frac {Z}{\omega _{Z}}},}
яке є рівнянням прямої лінії, напрямні косинуси якої пропорційні до проєкцій кутової швидкості {\displaystyle {\vec {\omega }}}. У загальному випадку вектор {\displaystyle {\vec {\omega }}} і його проєкції є функціями часу, тому положення прямої змінюється як відносно тіла, так і відносно нерухомої системи координат. Пряма, у кожній точці якої швидкості точок тіла у даний момент часу рівні нулю, називається миттєвою віссю обертання або миттєвою віссю швидкостей. Вектор {\displaystyle {\vec {\omega }}} завжди спрямований по миттєвій осі обертання.
Формула для обчислення швидкості руху довільної точки тіла в умовах сферичного руху збігається за формою з виразом для швидкостей точок твердого тіла, що обертається навколо нерухомої осі з кутовою швидкістю {\displaystyle {\vec {\omega }}} . Отже, швидкості точок твердого тіла при сферичному русі розподіляються так, наче тіло обертається навколо осі, що збігається в даний момент часу з миттєвою віссю обертання. Зокрема, модуль швидкості точки в даний момент визначається рівністю
{\displaystyle v=\omega h,}
де h — відстань від точки до миттєвої осі обертання. Швидкість точки спрямована перпендикулярно до площини, що проходить через її радіус-вектор {\displaystyle {\vec {r}}} і миттєву вісь обертання.

### Прискорення при сферичному русі
Виходячи з означення прискорення та на основі рівності, записаної для визначення кутової швидкості, можна записати:
{\displaystyle {\vec {w}}={\frac {d{\vec {v}}}{dt}}={\frac {d\left({\vec {\omega }}\times {\vec {r}}\right)}{dt}}={\frac {d{\vec {\omega }}}{dt}}\times {\vec {r}}+{\vec {\omega }}\times {\frac {d{\vec {r}}}{dt}}.}
Але
{\displaystyle {\frac {d{\vec {r}}}{dt}}={\vec {v}}={\vec {\omega }}\times {\vec {r}}}, а {\displaystyle {\frac {d{\vec {\omega }}}{dt}}={\vec {\epsilon }},}
отже,
{\displaystyle {\vec {w}}={\vec {\epsilon }}\times {\vec {r}}+{\vec {\omega }}\times {\vec {v}}.}
Отже, прискорення {\displaystyle {\vec {w}}} можна подати у вигляді векторної суми двох прискорень обертального (перший доданок) і доосьового (другий доданок).

## Основний закон динаміки обертального руху
Похідна по часу від моменту імпульсу механічної системи {\displaystyle {\vec {L}}_{0}} відносно нерухомої інерційної системи відліку точки або центру інерції системи дорівнює головному моменту відносно тієї ж точки усіх зовнішніх сил {\displaystyle {\vec {M}}^{e}}, прикладених до системи:
{\displaystyle {\frac {d{\vec {L}}_{0}}{dt}}={\vec {M}}^{e}}.
Це рівняння є виразом основного закону динаміки твердого тіла, що обертається навколо нерухомої точки.